# Tarlac

Tarlac

Tarlac – prowincja na Filipinach, położona w centralnej części wyspy Luzon.
Od zachodu graniczy z prowincją Zambales, od północy z prowincją Pangasinan, od wschodu z prowincją Nueva Ecija, od południa z prowincją Pampanga. Powierzchnia: 2736,6 km². Liczba ludności: 1 243 449 mieszkańców (2007). Gęstość zaludnienia wynosi 454,4 mieszk./km². Stolicą prowincji jest Tarlac.